# Hannoversche Allgemeine Zeitung
Pour les articles homonymes, voir HAZ.

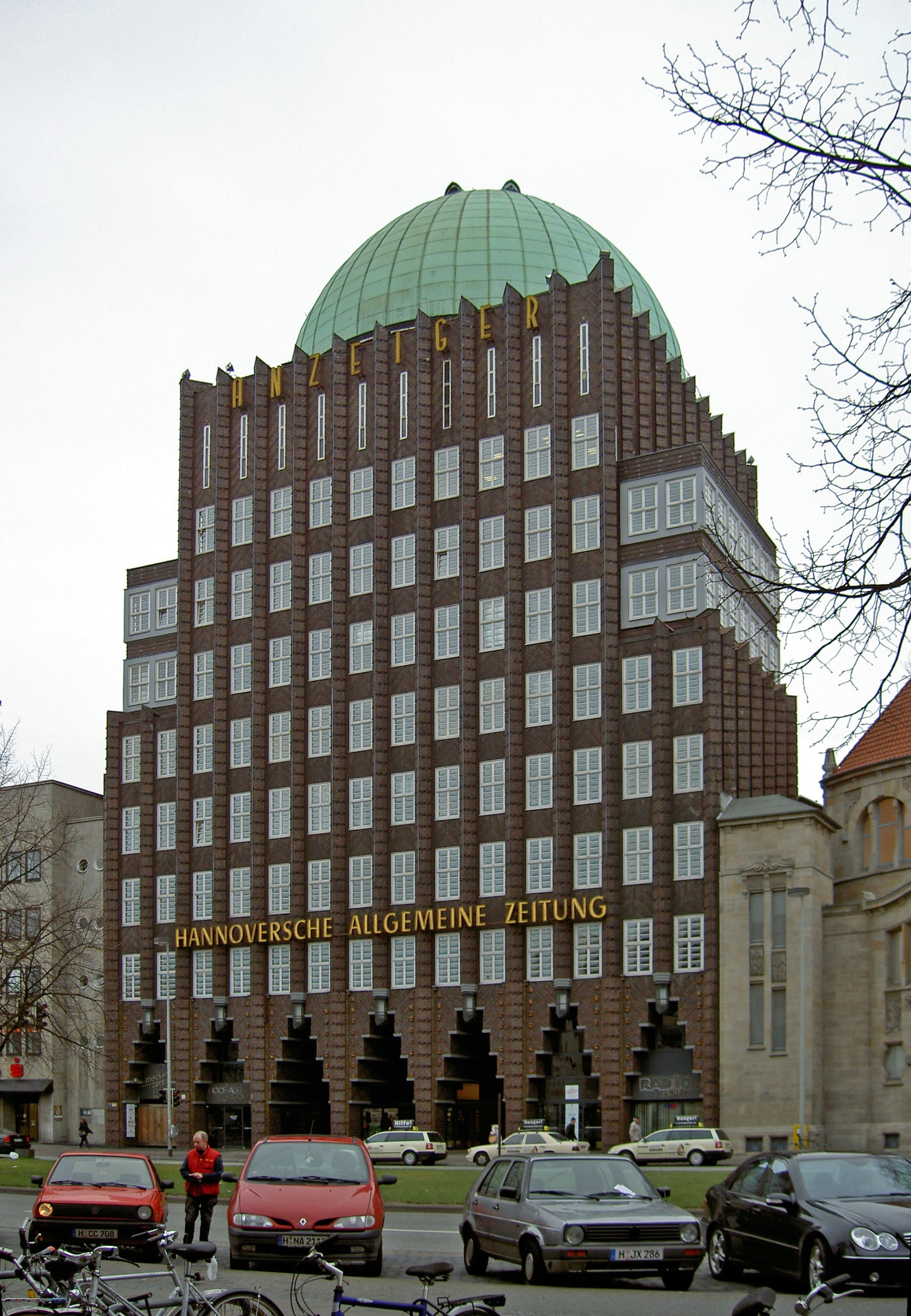
HAZ à Anzeiger-Hochhaus

Le Hannoversche Allgemeine Zeitung (en abrégé HAZ) est un journal allemand tiré à 158 000 exemplaires (à partir de 2009) qui a un large écho dans toute l'Allemagne. Il est distribué à Hanovre et dans toute la Basse-Saxe.

## Histoire et profil
Le Hannoversche Zeitung a été fondée en 1851. Ulrich Neufert dirige le HAZ en tant que journaliste en chef.
Le HAZ fait partie du groupe Verlagsgesellschaft Madsack (de).